# Chusien Andruchajew
Chusien Borieżewicz Andruchajew (ros. Хусен Борежевич Андрухаев, ur. 2 marca 1920 w aule Chakurinochabl w Adygei, zm. 8 listopada 1941 na Ukrainie) – radziecki wojskowy - młodszy politruk, dziennikarz i poeta narodowości adygejskiej, Bohater Związku Radzieckiego (1942).

## Życiorys
Od 1935 uczył się w adygejskim technikum pedagogicznym, w tym samym roku wziął udział w spotkaniu młodych pisarzy w Rostowie nad Donem i został korespondentem obwodowej gazety „Socialističeskè Adygej”, w której publikował swoje wiersze i artykuły. Od 1940 służył w Armii Czerwonej i należał do WKP(b), po kursie zdał egzaminy w Stalingradzkiej Szkole Wojskowo-Politycznej, w 1941 otrzymał stopień młodszego politruka i stanowisko politruka kompanii 733 pułku piechoty 136 Dywizji Piechoty 18 Armii, gdzie był inicjatorem ruchu snajperskiego. Uczestniczył w wojnie ZSRR z Niemcami na Froncie Południowym, podczas jednej z walk na Ukrainie zginął. 
Uchwałą Prezydium Rady Najwyższej ZSRR z 27 marca 1942 pośmiertnie został uhonorowany Złotą Gwiazdą Bohatera Związku Radzieckiego i Orderem Lenina. W 1946 został wydany zbiór jego wierszy „Moja piesń”, w 1971 zbiór wierszy „Ja budu piet”, a w 1976 zbiór „Sczitajtie mienia żywym”.